# Cerastium mollissimum
Cerastium mollissimum är en nejlikväxtart som beskrevs av Jean Louis Marie Poiret. Cerastium mollissimum ingår i släktet arvar, och familjen nejlikväxter. Utöver nominatformen finns också underarten C. m. lorentzii.